# بنجامين دبليو. كيلبيرن
بنجامين دبليو. كيلبيرن (بالإنجليزية: Benjamin W. Kilburn)‏ هو متسلق جبال ومصور أمريكي، ولد في 10 ديسمبر 1827 في ليتلتون في الولايات المتحدة، وتوفي بنفس المكان في 15 يناير 1909.